# Lucas Freitas
Lucas de Freitas Molarinho Chagas (Rio de Janeiro, 20 gennaio 2001) è un calciatore brasiliano, difensore del Vasco da Gama.

## Caratteristiche tecniche
Gioca al centro della difesa.

## Carriera
Freitas è cresciuto nel settore giovanile del Flamengo, che ha lasciato nel gennaio del 2020 in scadenza di contratto per firmare con il Real Valladolid. Ha debuttato in prima squadra il 16 gennaio 2021 nell'incontro di Coppa del Re vinto 4-1 contro il Peña Deportiva. Nei sei mesi successivi ha giocato con la squadra riserve in Segunda División B dove ha collezionato 9 presenze.
A fine stagione è rimasto svincolato ed ha fatto ritorno in Brasile, dove ha firmato con il Palmeiras, che lo ha inizialmente assegnato alla formazione Under-20. Ha debuttato in Série A il 1º dicembre nell'incontro vinto 3-1 contro il Cuiabá. Il 31 agosto 2022 ha fatto ritorno in Europa, passando in prestito al Moreirense. Ha segnato il suo primo gol in carriera il 1º ottobre, nel successo per 3-1 sul Lajense in Taça de Portugal. Utilizzato raramente, nel giugno 2023 è passato con la stessa formula alla Chapecoense dove ha trovato un posto da titolare.
Il 31 dicembre 2023 è stato ceduto in prestito alla neopromossa Juventude.

## Statistiche

### Presenze e reti nei club
Statistiche aggiornate al 14 giugno 2024.
| Stagione        | Squadra           | Campionato      | Campionato | Campionato | Coppe nazionali | Coppe nazionali | Coppe nazionali | Coppe continentali | Coppe continentali | Coppe continentali | Altre coppe | Altre coppe | Altre coppe | Totale | Totale | Totale |
| Stagione        | Squadra           | Comp            | Pres       | Reti       | Comp            | Pres            | Reti            | Comp               | Pres               | Reti               | Comp        | Pres        | Reti        | Pres   | Reti   |        |
| --------------- | ----------------- | --------------- | ---------- | ---------- | --------------- | --------------- | --------------- | ------------------ | ------------------ | ------------------ | ----------- | ----------- | ----------- | ------ | ------ | ------ |
| 2020-2021       | Real Valladolid B | SDB             | 9          | 0          |                 | -               | -               |                    | -                  | -                  |             | -           | -           | 9      | 0      |        |
| 2020-2021       | Real Valladolid   | PD              | 0          | 0          | CR              | 1               | 0               |                    | -                  | -                  |             | -           | -           | 1      | 0      |        |
| 2021            | Palmeiras         | A1/SP+A         | 0+3        | 0          | CB              | 0               | 0               |                    | -                  | -                  |             | -           | -           | 0+3    | 0      |        |
| 2022            | Palmeiras         | A1/SP+A         | 0          | 0          | CB              | 0               | 0               | CL                 | 0                  | 0                  | RS          | 0           | 0           | 0      | 0      |        |
| 2022-2023       | Moreirense        | LdH             | 4          | 0          | CP+CdL          | 2+2             | 1+0             |                    | -                  | -                  |             | -           | -           | 8      | 1      |        |
| 2023            | Chapecoense       | PD/SC+B         | 0+23       | 0          | CB              | 0               | 0               |                    | -                  | -                  |             | -           | -           | 0+23   | 0      |        |
| 2024            | Juventude         | PD/RS+A         | 4+5        | 0          | CB              | 0               | 0               |                    | -                  | -                  |             | -           | -           | 4+5    | 0      |        |
| Totale carriera | Totale carriera   | Totale carriera | 48         | 0          |                 | 5               | 1               |                    | 0                  | 0                  |             | 0           | 0           | 52     | 1      |        |

## Palmarès

### Club

#### Competizioni statali
- Campionato paulista: 1

Palmeiras: 2022

#### Competizioni nazionali
- Segunda Liga: 1

Moreirense: 2022-2023